# Neurigona georgianus
Neurigona georgianus is een vliegensoort uit de familie van de slankpootvliegen (Dolichopodidae). De wetenschappelijke naam van de soort is voor het eerst geldig gepubliceerd in 1963 door Harmston and Knowlton.